# Avellaneda (departement van Santiago del Estero)
Avellaneda is een departement in de Argentijnse provincie Santiago del Estero. Het departement (Spaans:  departamento) heeft een oppervlakte van 3.902 km² en telt 19.348 inwoners.

## Plaatsen in departement Avellaneda
- Colonia Dora
- Herrera
- Icaño
- Lugones
- Mailín
- Real Sayana